# Sándor Mátyás (labdarúgó, 1973)
Sándor Mátyás (Zenta, 1973. március 21. –) Békéscsabai játékos, első NB I-es mérkőzése 1996. március 16-án volt Csepel SC - Békéscsabai Előre FC 1-1

## Pályafutása
Jugoszláviában kezdett futballozni, ahol az egyetlen nevesebb klub a Spartak Subotica volt, melyben játszott. 1995-ben került Magyarországra, és megkapta a magyar állampolgárságot, így jugoszláv-magyar kettős állampolgár lett. Itthon a Békéscsaba csapatában szerepelt és a meghatározó játékosok közé tartozott.
NB I
- játszott mérkőzések: 27
- rúgott gólok: 0

## Legjobb Eredményei
Magyar Kupa
- 1995/1996 nyolcaddöntő (Békéscsabai Előre FC)

NB I
- 1995/1996 14. helyezés (Békéscsabai Előre FC)
- 1996/1997 14. helyezés (Békéscsabai Előre FC)